# Alban de Mainz
Alban de Mainz (n. secolul al IV-lea d.Hr., Geographical region of Italy⁠(d) – d. 406 d.Hr., Mainz, Germania) a fost un preot, misionar și martir creștin.

## Memoria
Catedrala din Namur⁠(fr)[traduceți] se află sub patronajul său.